# صواريخ أرز
صواريخ الأَرْز هي سلسلة من الصواريخ التي طورتها جامعة هايكازيان والجيش اللبناني خلال فترة الستينيات. وكان هناك ثلاثة أنواع منها: أرز 1 وأرز 2 وأرز 3. وخلال القرن الحادي والعشرين جرى تطوير الصاروخ أرز 4. وقد توقف إنتاج هذا الصاروخ لامتلاكه قدرات تدميرية تقترب من تدمير صواريخ الجيش الفرنسي في ذلك الوقت (فترة الستينيات). كما كانت هناك مخاوف دولية تجاه تطوير قدرات الصواريخ اللبنانية، لذلك أجبرت لبنان على وقف الإنتاج.

## الصواريخ أحادية المرحلة
في نوفمبر 1960، قام البروفيسور مانوج مانوجيان ومجموعة من الطلاب بتكوين جمعية الصواريخ بجامعة هايكازيان. حيث شرعوا في البحث عن وقود صلب لصواريخ أحادية ومتعددة المراحل بميزانية قدرها 750 ليرة لبنانية تبرع بها النائب اميل البستاني. ونظراً لنقص المعدات المناسبة، اضطرت المجموعة إلى اللجوء إلى اختبار الإطلاق دون أي اختبارات للوقود في المختبرات.
في أبريل 1961 وبعد عدة محاولات فاشلة، أُطلق صاروخ أحادي المرحلة وصل لارتفاع حوالي كيلومتر واحد. وبعد زيادة التحسينات على نظام الوقود الصلب أمكن الوصول لارتفاع كيلومترين.

## الصواريخ متعددة المرحلة
نتيجة لهذه التجارب، منح الرئيس اللبناني فؤاد شهاب مساعدة مالية قدرها عشرة آلاف ثم خمسة عشر ألف ليرة لبنانية إلى جامعة هايكازيان (HCRS) لعامي 1961 و1962 على التوالي.
وخلال العام الدراسي 1961-1962، عملت جامعة هايكازيان على صواريخ ثنائية المرحلة وعلى تحسين تصميمها. في 25 مايو 1962، أُطلق صاروخ أرز 1 (HCRS-7) الذي وصل لارتفاع 11500 متر، وكان الجيش اللبناني مسؤولاً عن عمليات التأمين. وفي ذلك الصيف، أُطلق صاروخين آخرين وصلا لارتفاع 20 كم.
أدت النجاحات التي حققتها جامعة هايكازيان، إلى انضمام أعضاء جدد، بحيث تشكلت جمعية الصواريخ اللبنانية (LRS) أو «نادي الصواريخ اللبناني» في 1962.
- في 21 نوفمبر 1962، أُطلقّ صاروخ أرز 3، صاروخ ثلاثي المرحلة. وصل طوله إلى 6.80 متر في حين بلغت كتلته إلى 1250 كجم.
- في صيف عام 1964، وقع حادث أدى إلى حريق في مختبر الوقود، تسبب في نقل طالبين إلى المستشفى وانتهاء جميع عمليات إطلاق الصواريخ.

بعد عدة سنوات، أزيح الستار عن تقرير موجّه إلى الرئيس فؤاد شهاب، فحواه إرسال الصديق الشخصي للرئيس الفرنسي شارل ديغول رسالة إلى الرئيس اللبناني يبلغه فيها بأن لبنان أثبتت قدراتها في المجال العلمي ومن الممكن أن تعرضها الصواريخ للخطر. وقد أخذ الرئيس شهاب بهذه النصيحة وتوقف عند تأثير التجربة العملية لإطلاق الصواريخ.